# Godineștii de Jos, Bacău
Godineștii de Jos este un sat în comuna Vultureni din județul Bacău, Moldova, România. La recensământul din 2002 avea o populație de 256 locuitori.

## Personalități
- Vasile Dobrovici (29 decembrie 1904 - 19 decembrie 1989), profesor de obstetrică și ginecologie la Facultatea de Medicină din Iași, director al spitalului „Maternitatea” din Iași.